# Chacabuco (partido)
Chacabuco (Partido de Chacabuco) is een partido in de Argentijnse provincie Buenos Aires. Het bestuurlijke gebied telt 45.445 inwoners. Tussen 1991 en 2001 steeg het inwoneraantal met 4,11 %.

## Plaatsen in partido Chacabuco
- Castilla
- Chacabuco
- Coliqueo y Membrillar
- Cucha Cucha
- Gregorio Villafañe
- Ingeniero Silveyra
- Los Ángeles
- O'Higgins
- Rawson
- San Patricio